# Покровские Ворота (площадь)
Пло́щадь Покро́вские Воро́та (Кулижские ворота) — площадь в Москве, расположенная в Басманном районе между улицей Покровкой, Чистопрудным и Покровским бульварами.

## История

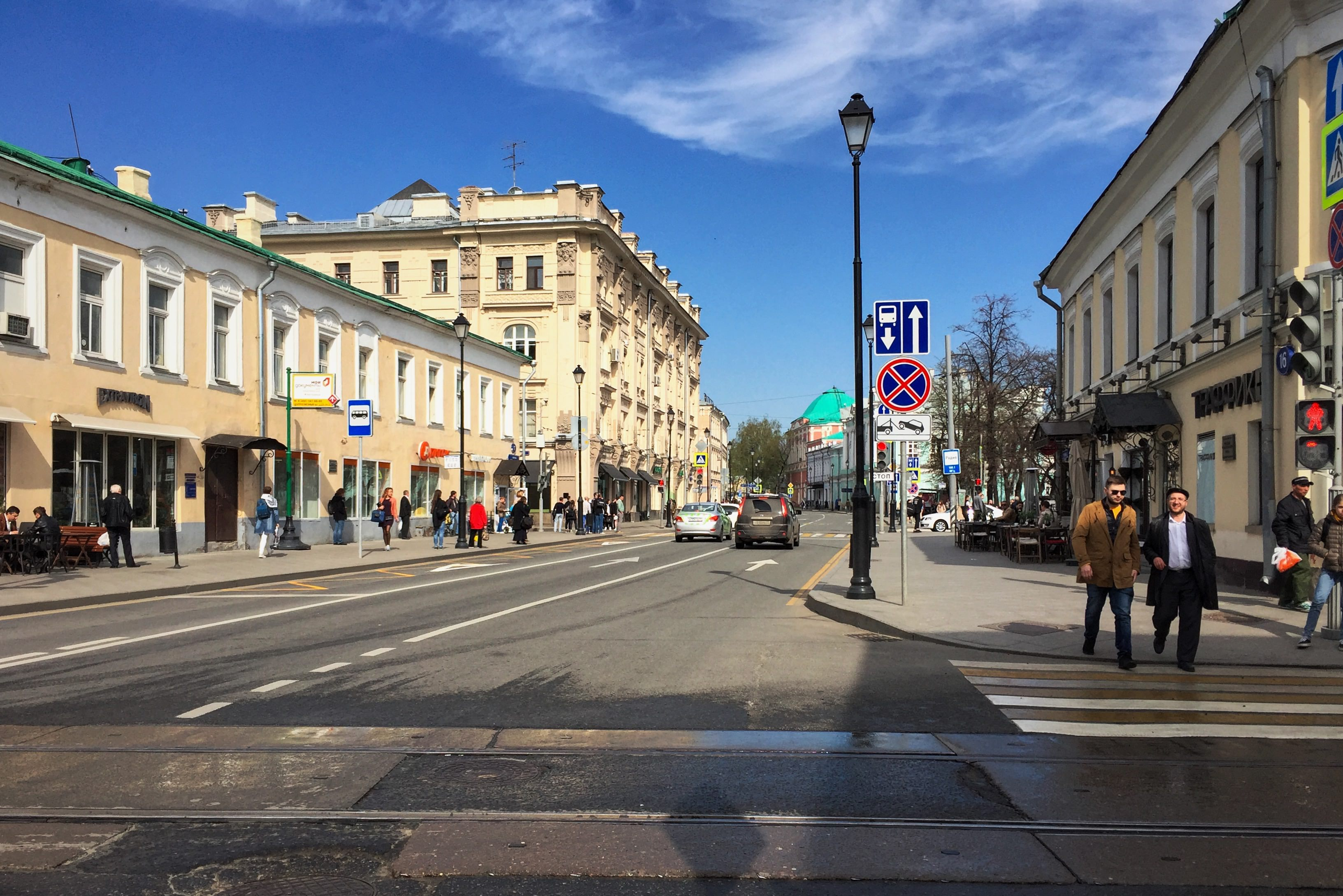
Площадь Покровские Ворота, вид от центра, 2016 год

С 1585 по 1593 год возводился третий оборонительный пояс Москвы — Белгородская стена. Работами занимались военные инженеры, архитекторы, каменщики и плотники, которыми руководил Фёдор Конь. Западная часть стены проходила по левому берегу ручья Черторыя, северная — около Трубной площади, а восточная шла вдоль реки Рачки. У стены было сделано несколько проездных башен. Покровские ворота располагались на восточной стороне. Своё имя они получили по церкви Покрова Божией Матери, или Покрова в Садех (у великокняжеских садов), впервые упомянутой в 1479 году. Кроме того, они имели второе неофициальное название — Кулижские — по одноимённой местности. К середине XVIII века стена обветшала и утратила своё назначение, поэтому её разобрали. Вместо сооружения, согласно генеральному плану застройки, предполагалось высадить аллеи, прерываемые площадями на месте проездных башен.
Площадь образовалась на месте снесённых ворот, в честь которых и получила своё название, при этом в народе сохранилось название Кулижская площадь. Она расположена на пересечении Чистопрудного бульвара и улицы Покровки, примыкает к Хохловской площади. Уже в начале XVIII века на территории расположились два ряда деревянных и каменных лавок, а также 17 дворов представителей знати. В 1790-х годах на площади разместились кузницы и двор Златоустовского монастыря, также достроились несколько домов с обширными садами, которые принадлежали чиновникам. В 1801 году по указу Павла I на площади возвели первый корпус казарм, в которых находились семь рот Навагинского мушкетёрского полка. Позднее вдоль казарменного плаца и Хохловской площади была проложена небольшая аллея, соединившая Покровские Ворота с Покровским бульваром. В 1810 году завершилось строительство здания гостиницы по проекту архитектора Василия Стасова. Это одно из немногих сооружений, сохранившееся до современности. После пожара 1812 года все деревянные лавки на площади заменили на каменные. В XIX веке на площади также располагалась лавка Смирнова — одна из немногих в Москве, где можно было купить краски, масла и клей. Позднее на территории построили один из первых кинотеатров города — «Волшебные грёзы», который стал популярным местом для назначения свиданий.
В 2007 году в процессе строительства подземной парковки на площади нашли остатки Белогородской стены. Однозначного решения по поводу фрагментов сооружения не приняли. В 2016 году на портале «Активный гражданин» было открыто голосование, по результатам которого власти Москвы объявили о музеефикации стены.
В 2018 году инициативная группа жителей Москвы разработала проект тематического сквера в честь одноимённого фильма. Проект предполагает размещение в центре сквера статуи мальчика-футболиста, который неоднократно появляется в фильме, а вся композиция будет воссоздавать визуальные цитаты из произведения. Фактически к 2018 году площади как таковой не сохранилось, поскольку она переходит в улицы и бульвары, а часть занимает пруд. Домов за площадью не числится.

## В культуре
В 1974 году была опубликована пьеса Леонида Зорина «Покровские ворота», в основу которой легли реальные исторические события, произошедшие на Петровском бульваре. Однако из-за того, что все персонажи имели реальные прототипы, автор во избежание обид с их стороны перенёс действие пьесы к Покровским Воротам. Позднее это произведение представил Михаил Козаков в Театре на Малой Бронной. В 1982-м он снял фильм «Покровские ворота», в качестве сценариста выступил Зорин. 
С режиссёром этой картины, Михаилом Козаковым, мы были друзьями. Миша — один из тех редких режиссёров, которые чрезвычайно тонко чувствуют текст и прекрасно ощущают каждое слово.Леонид Зорин
Фильм вышел на экраны не сразу из-за претензий к некоторым элементам сюжета. К 2018 году в Москве сохранилось большинство объектов, которые служили декорациями во время съёмок.

## Общественный транспорт
- Трамваи А, 3, 39.
- Автобусы м3, м3к, н3, н15.